# Кульчицкий, Константин Иванович

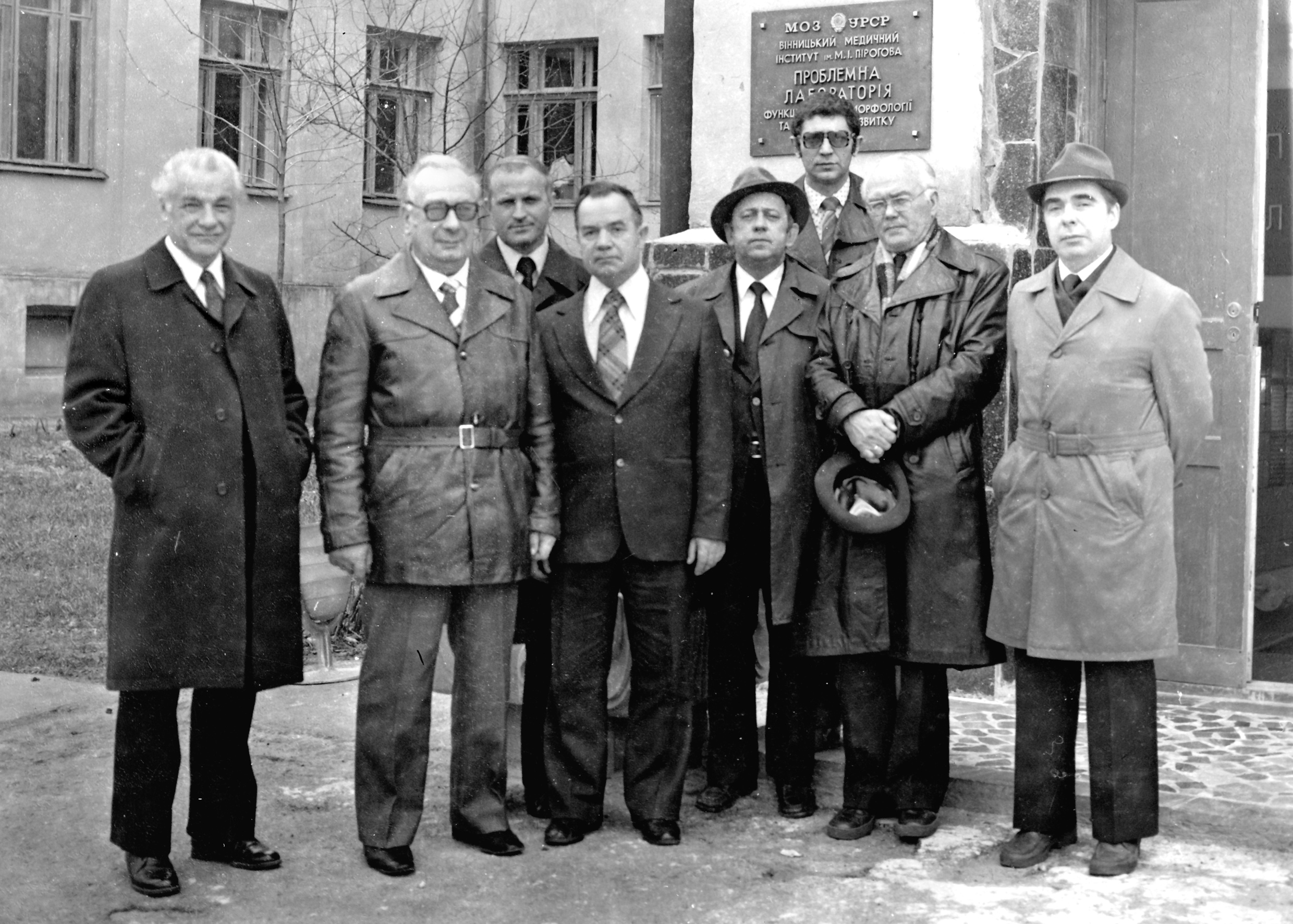
Кульчицкий, второй справа. Винница, ВМИ им. Пирогова

Константин Иванович Кульчицкий (9 июля 1922, Николаев, Николаевская губерния — 18 ноября 1997, Киев) — советский и украинский учёный, топографоанатом, морфолог, академик АПН Украины, профессор.

## Биография
Родился в г. Николаеве в семье военнослужащего-авиатора. Среднюю школу окончил в Киеве. Поступил в Киевский медицинский институт. Во время оккупации Киева немецкими войсками находился в эвакуации в Челябинске, где продолжил обучение. После освобождения Киева в 1943 г. вернулся в родной город. С отличием окончил КМИ в 1944 г. Занял должность ассистента на кафедре оперативной хирургии и топографической анатомии КМИ. В 1948 г. окончил аспирантуру при кафедре. В этом же году защитил кандидатскую диссертацию «К хирургической анатомии поджелудочной железы». С 1952 г. доцент кафедры оперативной хирургии. Докторскую диссертацию защитил в 1962 г. («Кровеносные сосуды и нервные аппараты сердца в условиях экспериментальной патологии»).
В 1964—1994 гг. — заведовал кафедрой оперативной хирургии и топографической анатомии Киевского медицинского института имени академика А. А. Богомольца — Национального медицинского университета имени А. А. Богомольца. Заслуженный деятель науки УССР, лауреат государственной премии УССР в области науки и техники (13.12.1983).
Похоронен на Байковом кладбище Киева, участок 49а.

## Научная деятельность
Автор 350 научных работ. Активно развивал научное направление экспериментального моделирования в хирургии. Его научные труды посвящены изучению морфологии и морфо-функционального обоснования оперативных вмешательств на органах желудочно-кишечного тракта, сердце, магистральных сосудах и нервах. Руководитель творческого коллектива учебника для студентов медицинских вузов «Оперативная хирургия и топографическая анатомия» (1989, 1994).

## Научная школа
Подготовил 43 кандидата и 10 докторов наук. Среди его учеников доктора медицинских наук Бобрик И. И., Ковальский М. П., Горбатюк Д. Л., кандидаты медицинских наук Кобзарь А. Б. (врач-исследователь, морфолог, широко известный в узких кругах педагог, доцент, заведующий кафедрой оперативной хирургии и топографической анатомии Национального медицинского университета имени А. А. Богомольца), Чащевой В. К., Щитов В. С., Хворостяная Т. Т., Дитковский А. П., Дорошенко С. В., Родомская Н. Ю., Пархоменко М. В., Первач И. Л. и другие.

## Интересные факты
В возрасте 14 лет Константин (Котя) Кульчицкий снялся в фильме «Том Сойер» Киевской киностудии (1936) в главной роли (реж. Л.Френкель, Г.Затворницкий).
Возглавляя кафедру оперативной хирургии и топографической анатомии Киевского медицинского института более 30 лет, академик К. И. Кульчицкий был известен медицинской общественности бывшего СССР и зарубежья не только как выдающийся учёный, педагог, лектор, но и как прекрасный руководитель и организатор.